# Sok Pheng
Sok Pheng (20 ottobre 1990) è un calciatore cambogiano, di ruolo attaccante.

## Carriera

### Club
Ha giocato nella prima divisione cambogiana.

### Nazionale
Tra il 2011 ed il 2015 ha giocato in totale 5 partite con la nazionale cambogiana.